# Summit Lake, Alberta
Summit Lake är en sjö i Kanada.   Den ligger i provinsen Alberta, i den södra delen av landet, 2 900 km väster om huvudstaden Ottawa. Summit Lake ligger 1 939 meter över havet.
I omgivningarna runt Summit Lake växer i huvudsak barrskog. Trakten runt Summit Lake är nära nog obefolkad, med mindre än två invånare per kvadratkilometer.